# Rui da Silva
Rui da Silva, född 15 september 1951, död 5 maj 1999, var en friidrottare från Brasilien. Han deltog vid olympiska sommarspelen 1976.